# Douglas Murray
Douglas Kear Murray (n. 16 iulie 1979, Greater London, Anglia, Regatul Unit) este un autor și comentator britanic. A fondat Centrul pentru Coeziune Socială⁠(d) în 2007 - devenit mai târziu parte a Societății Henry Jackson⁠(d) - unde a activat ca director din 2011 până în 2018. Acesta este și editor al revistei conservatoare The Spectator.
Murray a redactat rubrici pentru Standpoint⁠(d), National Review, The Wall Street Journal și UnHerd⁠(d). Acesta este autorul cărților Neoconservatism: Why We Need It⁠(d) (2005), Bloody Sunday: Truths, Lies and the Saville Inquiry (2011) despre Bloody Sunday Inquiry⁠(d), Strania Sinucidere A Europei. Imigratie, Identitate, Islam⁠(d) (2017) și The Madness of Crowds: Gen, Race and Identity⁠(d) (2019).
Murray a fost descris drept conservator, neoconservator și critic al islamului. Convingerile și ideologia sa au fost caracterizate ca fiind extremiste de către cercetători și jurnaliști.
Acesta a fost acuzat de islamofobie și că promovează teorii conspirative, deși Murray a negat acest fapt și a criticat diverse personalități și partide politice asociate extremei drepte.

## Biografie
Murray s-a născut și a copilărit în districtul Hammersmith din Londra, mama sa fiind de origine engleză, iar tatăl scoțian. Acesta are un frate.
Murray a urmat cursurile școlii West Bridgford⁠(d) din Nottinghamshire și a primit o bursă de studiu în cadrul St Benedict's School, Ealing⁠(d) și mai târziu la Colegiul Eton⁠(d). A studiat engleza⁠(d) la Colegiul Magdalen⁠(d) al Universității Oxford.

## Lucrări
- Brandon, James; Murray, Douglas (2007), Hate on the State: How British libraries encourage Islamic extremism (PDF), Westminster, UK: Centre for Social Cohesion.
- Murray, Douglas (2000), Bosie: A Biography of Lord Alfred Douglas, ISBN 0-340-76771-5.
- ——— (2005), Neoconservatism: Why We Need It, ISBN 1-904863-05-1.
- ——— (2007), Towards a Grand Strategy for an Uncertain World: Renewing Transatlantic Partnership (PDF)
- ———; Verwey, Johan Pieter (2008), Victims of Intimidation: Freedom of Speech Within Europe's Muslim Communities (PDF), London, UK: Centre for Social Cohesion.
- ——— (2011), Bloody Sunday: Truths, Lies and the Saville Inquiry, London: Dialogue, ISBN 978-1-84954-149-7.
- ——— (2013), Islamophilia: A Very Metropolitan Malady, emBooks, ISBN 978-1-62777050-7.
- ——— (2017), Strania sinucidere a Europei. Imigrație, Identitate, Islam.Editura Corint, 2019, ISBN 9786067936933.
- ——— (2019), The Madness of Crowds: Gender, Race and Identity, Bloomsbury, ISBN 978-1-47295995-9.